# Государственный музей истории и культуры Андижанской области
Государственный музей истории и культуры Андижанской области — объединение музеев города Андижана. Был основан в 1934 в здании бывшего медресе рядом с мечетью Джами.

## История музея
В 1934 году на территории архитектурного комплекса Джами, в здании медресе, которое на тот момент использовалось как рынок, советскими властями было принято решение организовать Андижанский областной историко-краеведческий музей. В 1970 году в здании был открыт филиал Государственного музея литературы Узбекистана. Впоследствии Андижанский областной музей литературы и искусства открылся в Асакинском районе Андижанской области. В 1995 году в здании медресе появился отдел народно-прикладного искусства Андижанского областного музея литературы и искусства, который стал главным корпусом Государственного музея истории и культуры Андижанской области. Краеведческий музей переехал в отдельное здание и превратился в филиал Государственного музея истории и культуры Андижанской области.
Отделы и филиалы музея:
- Главный корпус Государственного музея истории и культуры Андижанской области
- Краеведческий музей
- Отдел изобразительных искусств
- Дом-музей Захириддина Бабура
- Мемориальный музей Абдулхамида Чулпана
- Мемориальный музей Закиржона Хабиби

В 2023 году Всемирное общество по изучению, сохранению и популяризации культурного наследия Узбекистана при участии председателя попечительского совета Бахтиера Фазылова, председателя научного совета Эдварда Ртвеладзе, а также председателя правления Всемирного общества и руководителя проекта "Культурное наследие Узбекистана" Фирдавса Абдухаликова заявило о начале подготовки книги-альбома из серии «Культурное наследие Узбекистана в собраниях мира», в которую войдут экспонаты из коллекции Государственного музея истории и культуры Андижанской области. Авторами статей для книг выступят сотрудники музея.

## Коллекция музея

### Главный корпус
В первой половине XX века коллекция Андижанского областного историко-краеведческого музея формировалась из археологических находок, обнаруженных на территории Ферганской долины при раскопках в городищах Элатане, Шортепе, Лумбитепе, Гайраттепе, и экспонатов, пожертвованных местными жителями, в том числе произведениями искусства работы андижанских ремесленников. Среди экспонатов есть ковры и сюзане, предметы работы гончаров, резчиков по дереву и металлу. Гордостью коллекции является покрывало, созданное в начале XX века андижанской мастерицей, на котором вышиты строки средневековых стихов.
Эй, любимая моя, нет никого прекрасней тебя,
Как мотылька обжигает меня пламя твоей красы.
И не осталось мочи терпеть более мук любви,
Влюбленному, у которого нет возлюбленной…
В коллекции музея есть собрание рукописей, среди которых рукописный том «Тафсири Кашшоф» имама аз-Замахшари, сочинение «Кувтул Кулуб» шейха Абу Талиба ал-Макки, рукопись Мир Сайида Шарифа Джурджани, а также манускрипты, переписанные каллиграфом и художником Мирза Ибрагим Субхи в 1937 году. Есть и нумизматическая коллекция, в том числе включающая монеты времён бабуридов и тимуридов. Также присутствует редкая монета времен караханидов, на которой отчеканены суры из Корана.
Имеется обширное собрание архивных фотографий Андижана.

### Краеведческий музей
Коллекция Краеведческого музея насчитывает свыше 66 тысяч экспонатов. Среди них археологические находки, работы современных мастеров Ферганской долины, таксидермические скульптуры. Все экспонаты, собранные в коллекции музея, были найдены или изготовлены на территории Ферганской области или имеют к ней отношение.

### Отдел изобразительных искусств
Отдел изобразительных искусств находится в историческом комплексе Каъла, построенном в 1880—1881 годах в качестве военной крепости по приказу военных царской России. Экспозиция представлена 103 работами узбекских художников XX века, среди которых Малик Набиев, Обид Бакиров, Хасан Саидов.

### Дом-музей Захириддина Бабура
В Доме-музее Бабура находится мемориал памяти — гробница, в которую замуровали землю из Агры и Кабула, где захоронены останки Захириддина Бабура. Экспозиция музея состоит из артефактов времен тимуридов и Великих Моголов, а также уникальных копий миниатюр Бабурнаме и литературных произведений самого Бабура и его дочери Гульбадан-бегим.